# John Henry
John Henry é o quinto álbum de estúdio da banda They Might Be Giants, lançado a 13 de Setembro de 1994.

## Faixas
Todas as faixas por They Might Be Giants, exceto onde anotado.
1. "Subliminal" – 2:45
2. "Snail Shell" – 3:20
3. "Sleeping in the Flowers" – 4:30
4. "Unrelated Thing" – 2:31
5. "AKA Driver" (They Might Be Giants, Tony Maimone, Brian Doherty) – 3:14
6. "I Should Be Allowed to Think" (They Might Be Giants, Tony Maimone) – 3:09
7. "Extra Savoir-Faire" – 2:48
8. "Why Must I Be Sad?" – 4:08
9. "Spy" – 3:06
10. "O, Do Not Forsake Me" – 2:30
11. "No One Knows My Plan" – 2:37
12. "Dirt Bike" – 3:05
13. "Destination Moon" – 2:27
14. "A Self Called Nowhere" – 3:22
15. "Meet James Ensor" – 1:33
16. "Thermostat" – 3:11
17. "Window" – 1:00
18. "Out of Jail" – 2:38
19. "Stomp Box" – 1:55
20. "The End of the Tour" – 3:18